# Breakin' It Up, Breakin' It Down
Breakin' It Up, Breakin' It Down est un album de blues enregistré en public par Muddy Waters, Johnny Winter & James Cotton en mars 1977.

## L'album
En 1977, Johnny Winter produit l'album Hard Again de Muddy Waters. Afin de le promouvoir ces deux artistes entreprennent en mars une tournée avec James Cotton et le groupe de Muddy Waters.

Les concerts sont enregistrés mais ne seront publiés qu'en 2007. Les dates des enregistrements en public pour l'album sont le 4 mars 1977 au Palladium (en) de New York, le 6 mars 1977 au Tower Theatre d'Upper Darby, Pennsylvanie et le 18 mars 1977 au Masonic Temple Theatre de Détroit.

Johnny Winter en profitera pour enregistrer un album studio, Nothin' But the Blues, avec les mêmes musiciens.

À l'exception de I Can't Be Satisfied aucun des titres figurant sur cet album en public ne se trouve sur l'album Hard Again.
Il existait des versions plus ou moins officielles de ce disque avant sa sortie vraiment officielle, entre autres, Live at the tower theater.

## Les musiciens
Muddy Waters : chant, guitare

Johnny Winter : chant, guitare

Bob Margolin : guitare, chant

Charles Calmese : basse 

Pinetop Perkins : piano, chant

James Cotton : chant, harmonica

Wille Smith : batterie

## Les titres
| No  | Titre                          | Durée |
| --- | ------------------------------ | ----- |
| 1.  | Black Cat Bone / Dust My Broom | 5:53  |
| 2.  | I Can't Be Satisfied           | 3:47  |
| 3.  | Caledonia                      | 6:57  |
| 4.  | Dealin' with the Devil         | 7:50  |
| 5.  | Rocket 88                      | 2:09  |
| 6.  | I Done Got Over It             | 5:59  |
| 7.  | How Long Can a Fool Go Wrong   | 5:53  |
| 8.  | Mama Talk to Your Daughter     | 5:53  |
| 9.  | Love Her with a Feeling        | 5:47  |
| 10. | Trouble No More                | 4:09  |
| 11. | Got My Mojo Workin'            | 4:59  |

## Informations sur le contenu de l'album
- Black Cat Bone est un titre traditionnel du blues réinterprété par le trio
- Dust My Broom est un titre de Robert Johnson (1936) popularisé en 1951 par Elmore James
- I Can't Be Satisfied (1948) et Trouble No More (1955) sont des titres de Muddy Waters
- Caledonia est une reprise de Louis Jordan (1944)
- Dealin' with the Devil (1967) et How Long Can a Fool Go Wrong (1974) sont des titres de James Cotton
- Rocket 88 est une reprise de Jackie Brenston (1951)
- I Done Got Over It est une reprise de Guitar Slim (1953)
- Mama Talk to Your Daughter est une reprise de J.B. Lenoir (1965)
- Love Her with a Feeling est une reprise de Tampa Red (1938)
- Got My Mojo Workin' est un titre d'Ann Cole de 1957 popularisé la même année par Muddy Waters